# Ernst Friedrich Gruhl
Ernst Friedrich Gruhl (* 18. Oktober 1822 in Kleinwelka; † 28. März 1864 ebenda) war ein deutscher Kupferschmied und Glockengießer.

## Familie
Sein Vater war Friedrich Gruhl, der im Jahre 1803 in der Kolonie Kleinwelka eine Glockengießerei gründete. Ernst Friedrich Gruhl hatte einen Sohn, Johannes Gruhl (* 23. Dezember 1856 in Kleinwelka). Dieser wurde am Gymnasium von Bautzen im Laufe des Schuljahres 1871/1872 in die Jahrgangsstufe Quarta aufgenommen.

## Glockengießerei Friedrich Gruhl
Nach dem Tod seines Vaters und Firmengründers, 1852, übernahm Ernst Friedrich Gruhl die Glockengießerei Friedrich Gruhl. Ernst Friedrich leitete die Firma bis zu seinem Tod im Jahr 1864. Seine Frau heiratete den Gießereileiter Theodor Werner, der die Firma bis 1882 und dann noch einmal von 1886 bis 1896 führte. In der Zwischenzeit, 1882–1886, kümmerte sich ein Onkel, Ernst (Friedrich) Gruhl, um den Betrieb.
Zwischen 1.700 und 2.000 Kirchenglocken von höchster Klangqualität wurden in der Glockengießerei Friedrich Gruhl herstellt. 1896 wurde der Betrieb eingestellt. Die Auftragsbücher wurden von einem konkurrierenden Glockengießer zerstört.